# Karol Porożyński
Karol Porożyński es un deportista polaco que compitió en vela en la clase Laser. Ganó una medalla de bronce en el Campeonato Europeo de Laser de 2008.

## Palmarés internacional
| \| Campeonato Europeo \| Campeonato Europeo \| Campeonato Europeo \| Campeonato Europeo \| \| Año \| Lugar \| Medalla \| Clase \| \| ------------------ \| -------------------- \| ------------------ \| ------------------ \| \| 2008 \| Nieuwpoort (Bélgica) \| Medalla de bronce \| Laser \| |                      |                   |       |
| Campeonato Europeo |                      |                   |       |
| Año | Lugar                | Medalla           | Clase |
| 2008 | Nieuwpoort (Bélgica) | Medalla de bronce | Laser |